# Dave Chyzowski
David B. Chyzowski (* 11. Juli 1971 in Edmonton, Alberta) ist ein ehemaliger kanadischer Eishockeyspieler, der auf der Position des linken Flügelstürmers spielte. In der National Hockey League bestritt er 126 Spiele für die New York Islanders und Chicago Blackhawks, in denen er insgesamt 31 Punkte erzielte. In der Deutschen Eishockey Liga ging er für die Augsburger Panther, München Barons sowie Schwenninger Wild Wings aufs Eis.

## Karriere
Dave Chyzowski begann seine Laufbahn 1986 bei den St. Albert Saints in der Alberta Junior Hockey League. Zur folgenden Spielzeit wechselte der Kanadier in die Western Hockey League, wo er bis 1990 für die Kamloops Blazers die Schlittschuhe schnürrte. Im NHL Entry Draft 1989, der jährlichen Talentziehung der National Hockey League, hinter dem Schweden Mats Sundin als Gesamtzweiter von den New York Islanders ausgewählt, bei denen er zwischen 1989 und 1995 unter Vertrag stand. Nach einem vielversprechenden Start, er traf in seinem dritten und vierten Spiel, konnte er die Erwartungen nicht erfüllen. Nachdem er im ersten Jahr überwiegend in der NHL gespielt hatte, kam er in den folgenden Jahren überwiegend im Farmteams der Islanders, hauptsächlich die Capital District Islanders aus der American Hockey League, zum Einsatz. Weitere Farmteams, für die er spielte, waren die Springfield Indians aus der AHL sowie die Salt Lake Golden Eagles und Kalamazoo Wings aus der International Hockey League.
Die Spielzeit 1995/96 absolvierte Chyzowski bei den Adirondack Red Wings in der AHL, dem Farmteam der Detroit Red Wings. Zur folgenden Saison schnürrte er für die Chicago Blackhawks aus der NHL sowie für deren IHL-Farmteam Indianapolis Ice die Schlittschuhe, bevor er von 1997 bis 2000 bei deren Ligakonkurrent Kansas City Blades unter Vertrag stand.
Die Saison 2000/01 verbrachte der Kanadier erstmals in Europa, wo er in der Deutschen Eishockey Liga für die Augsburger Panther sowie München Barons auflief. Die folgenden zwei Spielzeiten ging er für die Schwenninger Wild Wings in der DEL aufs Eis, bevor er zur Saison 2003/04 in die Österreichische Eishockey-Liga wechselte, wo er zunächst ein Jahr für Graz 99ers sowie ein weiteres Jahr für die Vienna Capitals die Schlittschuhe schnürte. Mit den Wienern wurde er 2005 Österreichischer Meister und beendete danach bei deren Ligakonkurrent EHC Linz seine aktive Laufbahn, bei denen er zwei Jahre unter Vertrag stand.

### International
Chyzowski vertrat die kanadische Eishockeynationalmannschaft bei der Junioren-Weltmeisterschaft 1990, wo er das Team als Mannschaftskapitän zum Gewinn der Goldmedaille führte und in das All-Star-Team des Turniers berufen wurde.

## Erfolge und Auszeichnungen
- 1989 WHL West First All-Star Team
- 1990 Goldmedaille bei der Junioren-Weltmeisterschaft
- 1990 All-Star-Team der Junioren-Weltmeisterschaft
- 2001 Deutscher Vizemeister mit den München Barons
- 2005 Österreichischer Meister mit den Vienna Capitals